# Konrad II Kron
Konrad II Kron (zm. po 2 stycznia 1443 r.) – duchowny katolicki, biskup lubuski.
Konrad Kron pochodził prawdopodobnie z Westfalii. W 1424 r. uzyskał licencjat we Wrocławiu. Pracował w kurii diecezji wrocławskiej. W 1433 r. został proboszczem w Lubuszu i kanonikiem kapituły katedralnej. Był najbliższym współpracownikiem bpa Piotra II von Burgsdorffa, po którego śmierci został wybrany na jego następcę. Rządy w diecezji lubuskiej objął ok. 1440.
Brał udział w soborze w Bazylei, gdzie uzyskał papieskie potwierdzenie swojej nominacji na biskupa lubuskiego. Konsekracja biskupia miała miejsce w katedrze gnieźnieńskiej z rąk abpa Wincentego Kota. W 1441 r. uczestniczył w synodzie metropolii gnieźnieńskiej w Łęczycy. Zmarł w 1443 został pochowany w katedrze w Fürstenwalde/Spree.